# Келлерзе
Келлерзе — озеро в Голштинской Швейцарии (Хольштайнише Швайц), площадью водной поверхности 560 га и максимальной глубиной 27 метров, на высоте 24 м над уровнем моря, расположено к востоку от немецкой общины Маленте. Озеро находится в ведении министерства рыбного хозяйства, на берегу есть небольшой ресторан.

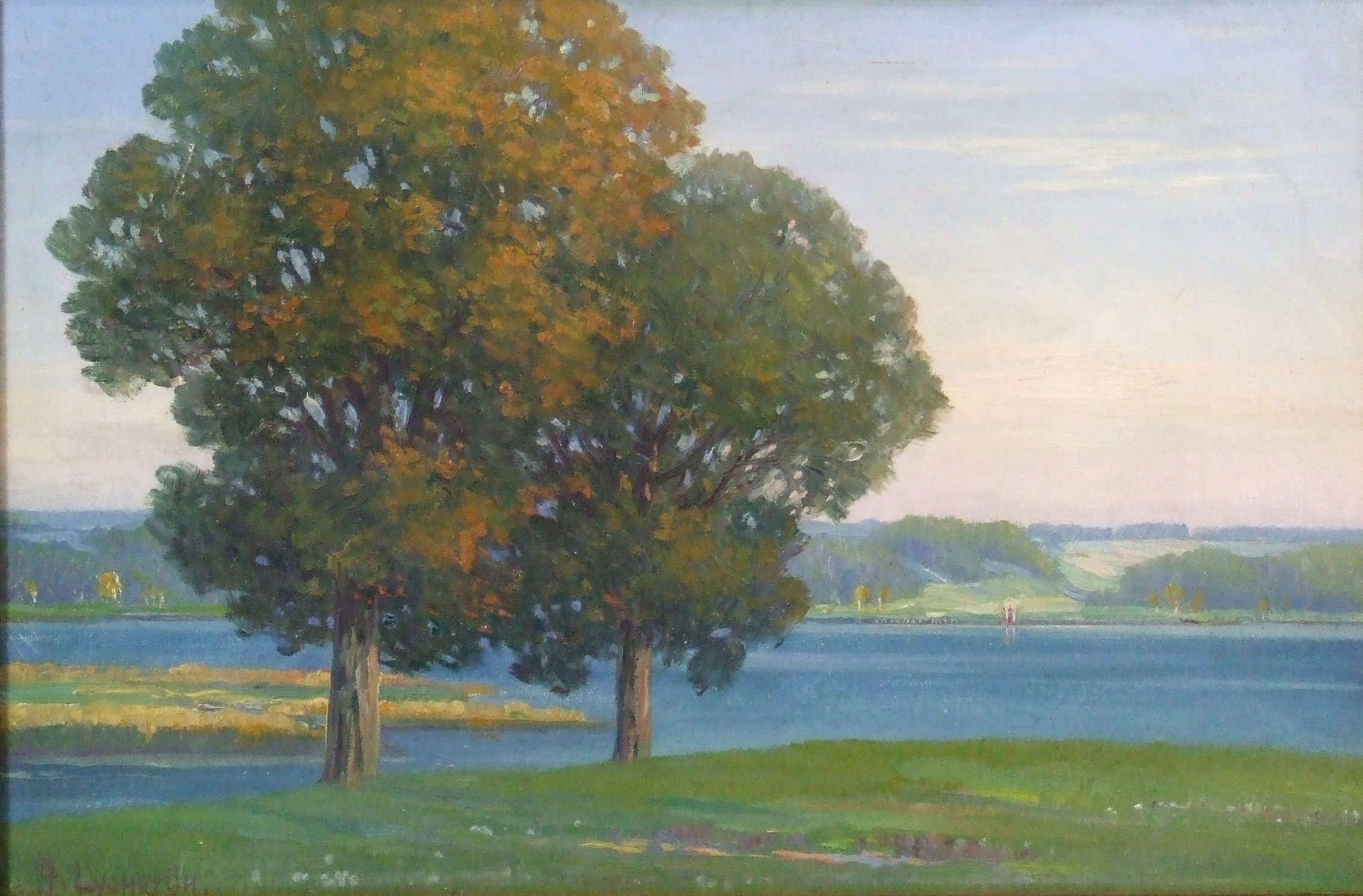
Арнольд Лёйнгрюн: Дубы на берегу Келлерзе